# Sudamerlycaste maxibractea
Sudamerlycaste maxibractea là một loài thực vật có hoa trong họ Lan. Loài này được (D.E.Benn. & Oakeley) Archila mô tả khoa học đầu tiên năm 2003.